# Огласовка
Огласо́вка в консонантном письме — добавление в текст дополнительных знаков, указывающих гласные звуки и прочие нюансы произношения (например, удвоение согласных). Сами эти знаки также называют «огласовками». В арабском письме огласовки называют «харакат» или «ташкиль», в еврейском — «никуд», в сирийском — «зава». Знаки огласовки были изобретены позднее, чем знаки матрес лекционис, и в тексте используются для обозначения гласных совместно с ними.
В идеографическом письме схожую функцию выполняет фонетическая транскрипция (фуригана и ромадзи в японском письме, чжуинь и пиньинь в китайском), размещаемая над иероглифами. Эту транскрипцию называют «агат» или «руби» по названию используемого кегля.